# フォーミュラ2
フォーミュラ2（Formula 2、F2）は、自動車レースの1カテゴリー。FIAが定義するフォーミュラカーレースのうち、F1の直下に位置する。
「ヨーロッパ・F2選手権」がフォーミュラ3000（F3000）への移行により1984年に廃止 (2005年にF3000からGP2に移行) 、2009年からGP2より安価なカテゴリーとして「FIA F2選手権」が行われたが2012年シーズンで廃止、2017年にGP2から改名される形で本選手権が復活した。

## 規定の変遷
F2規定は1948年に創設された。第二次世界大戦前にボワチュレット（フランス語で「小型車」の意味）と呼ばれたカテゴリーをベースに、当初は2,000cc以下の自然吸気 (NA) エンジン、もしくは500cc以下のスーパーチャージャー付きエンジンを使用することとされていた。1952年と1953年にはF1マシンが不足していたため、F2規定により世界選手権が行われた。この2年間はフェラーリが17戦中14勝という成績を収めた。
1957年にはエンジン規定が1,500cc以下のNAエンジンとされ、フェラーリは有名なディーノV6エンジンを開発した。
1961年にはF1のエンジンが1,500ccにスケールダウンされたのに伴い、F2が一旦廃止された。1964年より1,000cc以下のNAエンジンで復活し、1966年にはホンダエンジンを搭載したブラバムチームが開幕11連勝を成し遂げた。

## ヨーロッパF2選手権
1967年からはF2カテゴリーに対し、FIAがヨーロッパ選手権のシリーズタイトルを創設した。エンジン規定は1967年 - 1971年までが1,300 - 1,600cc・最大6気筒のNAエンジン、1972年以降は2,000cc以下・最大6気筒のNAエンジンとしていた。また、量販エンジンがベースになるよう1975年まではエンジンの最低生産台数規定が存在したが、1976年以降は純レーシングエンジンの使用が認められるようになった。
発足当時はドライバーの契約金が高額では無かったため、収入を増やす方法として複数のカテゴリを掛け持ち参戦するドライバーが多かった。ヨーロッパF2選手権では高額のスターティングマネーが支払われていたことから、現役F1ドライバーが数多く参戦した。ただし、F1でチャンピオン経験などの十分な実績を持ったドライバーは得点対象外の「グレーデッド・ドライバー」に指定され、F1予備軍もしくはF1キャリアの浅いドライバー達がシリーズチャンピオンを争う形式とされた。若手選手がビッグネームを破ることで名を挙げ、飛躍のきっかけとするケースが多かった。しかし、1970年代中盤よりF1グランプリの開催数が増加したことにより、F1ドライバーの参戦は減少した。
1970年代初頭まではF3→F2→F1と順にステップアップするレーサーが多数派だったが、次第にF3で秀でた結果を出したレーサーがF2を経ずにF1へと抜擢される例が増えていった。また、F3はF1の前座（サポートレース）として開催される例が多かったが、F2はF1の前座としては格が高く、それでいて単独開催ではF1ほどの集客力は望めないという中途半端な位置付けとなっていった。これにより、参戦エントラントやエンジン供給メーカーからF2の存在意義が問われ、一時は40台を越える参加台数があったヨーロッパF2選手権は次第に参加台数が減少していった。
また、1980年にホンダがF2にエンジン供給を再開したが、供給の対象はごく少数のチーム（ドライバー）に限定されており、ホンダエンジン搭載車が連勝を続ける状況が生まれてしまった。1984年には、それまで長年にわたり高性能なF2用エンジンを安定供給していたBMWが同カテゴリーからの撤退を表明。
F2の存在意義への疑問とエンジン供給の問題が重なり、1984年限りでヨーロッパF2選手権は廃止された。翌1985年よりF3000規格の新カテゴリーである国際F3000選手権に移行した。
なお、ヨーロッパF2選手権のチャンピオン獲得者からはF1ワールドチャンピオンは誕生しないというジンクスがあった。このジンクスは国際F3000選手権時代でも続くことになる。

### ヨーロッパF2選手権の歴代チャンピオン
| 年     | チャンピオン                   | 国籍             |
| ------ | ------------------------------ | ---------------- |
| 1967年 | ジャッキー・イクス             | ベルギー         |
| 1968年 | ジャン＝ピエール・ベルトワーズ | フランス         |
| 1969年 | ジョニー・セルヴォ＝ギャバン   | フランス         |
| 1970年 | クレイ・レガツォーニ           | スイス           |
| 1971年 | ロニー・ピーターソン           | スウェーデン     |
| 1972年 | マイク・ヘイルウッド           | イギリス         |
| 1973年 | ジャン＝ピエール・ジャリエ     | フランス         |
| 1974年 | パトリック・デパイユ           | フランス         |
| 1975年 | ジャック・ラフィット           | フランス         |
| 1976年 | ジャン＝ピエール・ジャブイーユ | フランス         |
| 1977年 | ルネ・アルヌー                 | フランス         |
| 1978年 | ブルーノ・ジャコメリ           | イタリア         |
| 1979年 | マルク・スレール               | スイス           |
| 1980年 | ブライアン・ヘントン           | イギリス         |
| 1981年 | ジェフ・リース                 | イギリス         |
| 1982年 | コラード・ファビ               | イタリア         |
| 1983年 | ジョナサン・パーマー           | イギリス         |
| 1984年 | マイク・サックウェル           | ニュージーランド |

## FIA F2選手権

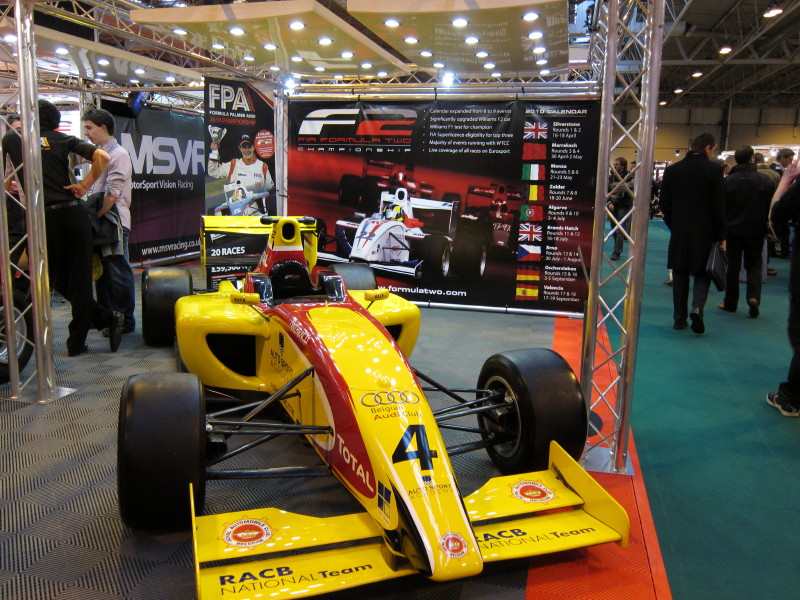
AUTOSPORTS Racing Car Showの展示

2008年6月25日にパリで開催された世界モータースポーツ評議会にて、若手ドライバーのF1へのステップアップを支援するカテゴリーとしてF2の名称復活が提唱され、発表された。F1直下シリーズとして現在機能しているGP2よりも大幅に安い「1台・1シーズン・20万ユーロ」で参戦可能としている。
2008年9月4日、元F1ドライバーのジョナサン・パーマーが経営するモータースポーツ・ビジョン (MotorSport Vision) がFIAが公募した入札に応札したと発表し、2008年9月15日、FIAはモータースポーツ・ビジョンがプロモーターとしてシャシー及びエンジンを供給する事が決定したことを発表した。シャーシはF1チームのウィリアムズの協力を得て設計され、エンジンはアウディ1.8リットル直4ターボエンジンが採用される。また、同時に年間ランキング上位3名はスーパーライセンスの発給資格を得ることが発表された。さらにシリーズチャンピオンにはウィリアムズのF1マシンをテストドライブする機会も与えられる。
2009年3月2日にF2用マシン、ウィリアムズ・JPH01が発表、その場でシェイクダウンされた。
一部F2単独の開催もあるが、主に同じFIAが所管する世界ツーリングカー選手権 (WTCC) のサポートレースとして開催されており、年間8～9イベント程度が行われていた。

### 評判
GP2よりも低コストで参戦可能なF1へのステップアップカテゴリーとして設立された本シリーズだが、GP2からは毎年数人のドライバーがF1へステップアップしているのに対し、本シリーズからF1に昇格したドライバーはジョリオン・パーマーのみである。
ヘンリー・サーティースの死亡事故や、前述のステップアップ実績も相まって、シリーズの評判は落下の一途を辿った。
2012年12月6日、エントリー数の減少などを理由に2012年シーズンをもってFIA F2選手権の終了が発表された。

### FIA F2選手権の歴代チャンピオン
| 年     | チャンピオン           | 国籍     |
| ------ | ---------------------- | -------- |
| 2009年 | アンディ・ソウセック   | スペイン |
| 2010年 | ディーン・ストーンマン | イギリス |
| 2011年 | ミルコ・ボルトロッティ | イタリア |
| 2012年 | ルチアーノ・バシェタ   | イギリス |

## FIA フォーミュラ2選手権（旧GP2）
2017年にジュネーブで開催された世界モータースポーツ協議会にて、GP2が「FIA フォーミュラ2選手権」に改称されることが決定した。これにより、F2が再びFIAが定義するフォーミュラカーレースのうち、F1の直下に位置するカテゴリーに復活することになり、またカートからF4、F3、F2、F1を頂点としたピラミッドが形成されることになる。
マシンは初年度のみ、旧GP2で使用された「GP2/11」が継続使用されたが、2018年よりダラーラ製の新車「F2 2018」が導入された。エンジンがメカクローム製の3.4L V6シングルターボエンジンに変更されるほか、2018年からF1でも導入されるコックピット保護システム「Halo」が装着される。F2 2018の使用は2023年シーズンで終了し、2024年からは同じくダラーラ製の新型シャシーに切り替わる予定である。

### 歴代ドライバーズ・チャンピオン
| 年     | チャンピオン             | 国籍           |
| ------ | ------------------------ | -------------- |
| 2017年 | シャルル・ルクレール     | モナコ         |
| 2018年 | ジョージ・ラッセル       | イギリス       |
| 2019年 | ニック・デ・フリース     | オランダ       |
| 2020年 | ミック・シューマッハ     | ドイツ         |
| 2021年 | オスカー・ピアストリ     | オーストラリア |
| 2022年 | フェリペ・ドルゴヴィッチ | ブラジル       |
| 2023年 | テオ・プルシェール       | フランス       |
| 2024年 | ガブリエル・ボルトレト   | ブラジル       |

### 歴代チームズ・チャンピオン
| 年     | チャンピオン           | 国籍     |
| ------ | ---------------------- | -------- |
| 2017年 | ロシアン・タイム       | ロシア   |
| 2018年 | カーリン               | イギリス |
| 2019年 | DAMS                   | フランス |
| 2020年 | プレマ・レーシング     | イタリア |
| 2021年 | プレマ・レーシング     | イタリア |
| 2022年 | MPモータースポーツ     | オランダ |
| 2023年 | ARTグランプリ          | フランス |
| 2024年 | インビクタ・レーシング | イギリス |

### アントワーヌ・ユベール賞
アントワーヌ・ユベール賞は、2019年のスパ・フランコルシャンでのレース中に事故により亡くなり、この年に2度勝利した唯一の新人だったアントワーヌ・ユベールを記念して命名された。この賞は、フォーミュラ2のルーキーシーズンで最高位のドライバーに与えられる。他のスポーツでの「ルーキー、新人、今年の新人賞」に相当する。
| 年     | 受賞者               | 国籍           |
| ------ | -------------------- | -------------- |
| 2019年 | 周冠宇               | 中国           |
| 2020年 | 角田裕毅             | 日本           |
| 2021年 | オスカー・ピアストリ | オーストラリア |
| 2022年 | 岩佐歩夢             | 日本           |
| 2023年 | ビクター・マルタンス | フランス       |

## 日本のF2
日本においては、1973年に全日本F2000選手権としてF2規定によるシリーズがスタート。1978年にF2規定が改訂され、全日本F2選手権に改称された。ヨーロッパF2選手権にもエンジンを供給していたBMWとホンダに加え、1985年よりヤマハが参戦してエンジンメーカー3社による激しい争いが繰り広げられた。1984年にはこのシリーズを舞台にした映画『F2グランプリ』（東宝作品）が製作・公開された。
1980年代半ばには、日本でも限定供給のホンダエンジン搭載車ばかりが勝つ状況になり、観客のレースに対する関心が失われていた時期があった。1986年まで日本のトップカテゴリーとして開催されてきたが、ヨーロッパの動きに合わせて1987年より全日本F3000選手権に移行した。

## 主な死亡事故
- マルコ・カンポス - 1995年10月31日、マニクール・サーキットにおける事故により死去。
- ヘンリー・サーティース - 2009年7月19日、ブランズ・ハッチにおける事故により死去。
- アントワーヌ・ユベール - 2019年8月31日、スパ・フランコルシャンにおける事故により死去。